# Liste der Stolpersteine in Oranienburg

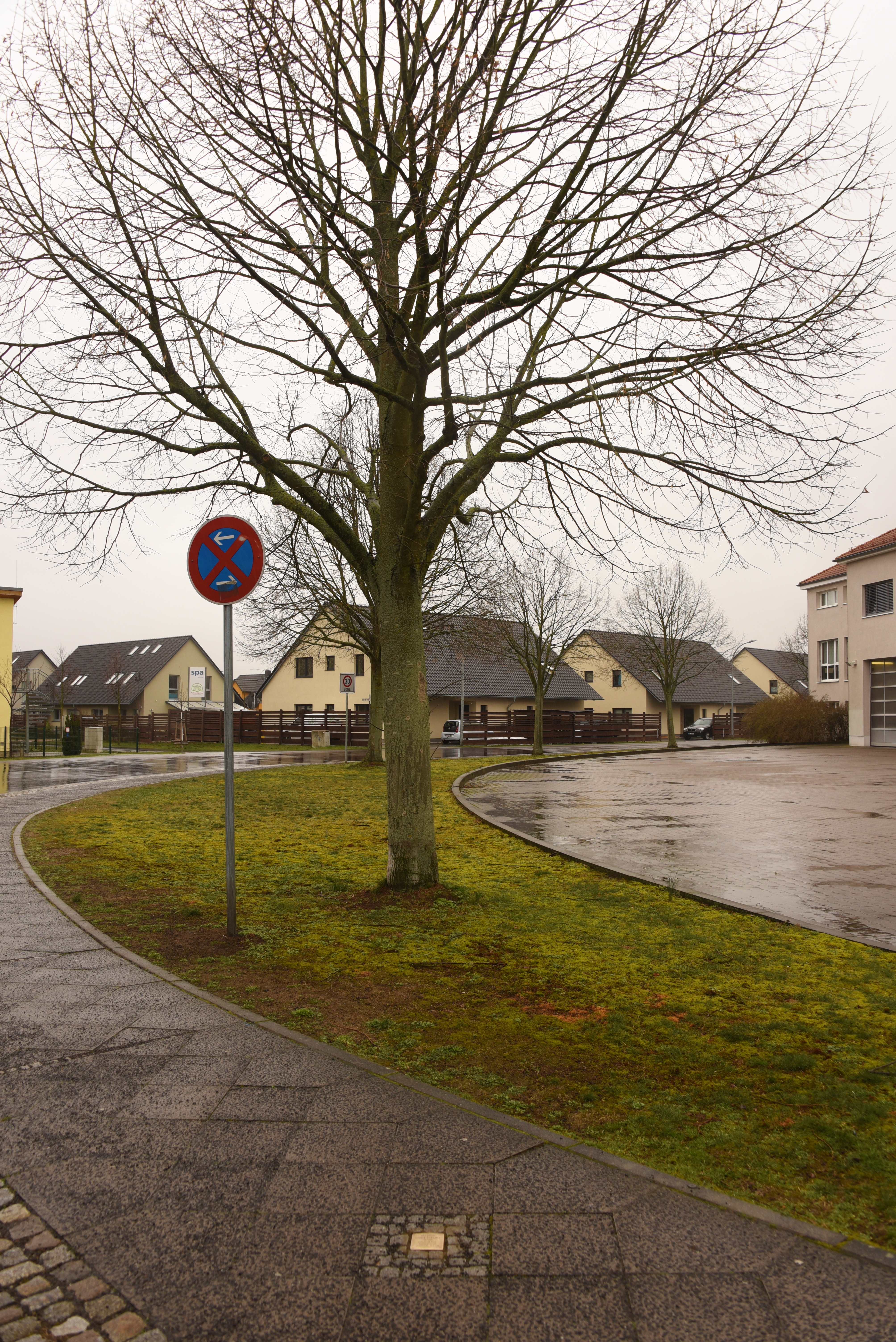
Stolperstein für Ernst Homuth

Die Liste der Stolpersteine in Oranienburg umfasst jene Stolpersteine, die vom Kölner Künstler Gunter Demnig in der brandenburgischen Stadt Oranienburg verlegt wurden. Stolpersteine erinnern an das Schicksal der Menschen, die von den Nationalsozialisten ermordet, deportiert, vertrieben oder in den Suizid getrieben wurden. Die Stolpersteine wurden vom Kölner Künstler Gunter Demnig konzipiert und werden in der Regel von ihm vor dem letzten selbstgewählten Wohnsitz des Opfers verlegt.
Die erste Verlegung in Oranienburg erfolgte am 2. Dezember 2005.

## Liste der Stolpersteine
| Stolperstein | Inschrift                                                                                                 | Verlegeort                                                      | Name, Leben |
| --- | --- | --------------------------------------------------------------- | --- |
| | HIER WOHNTE BEATE ABRAHAM JG. 1923 DEPORTIERT 1942 GHETTO WARSCHAU ERMORDET                               | Bernauer Straße / Brücke zum Schloßplatz bzw. zur Breite Straße | Beate Abraham wurde am 11. August 1923 in Oranienburg geboren. Ihre Eltern waren Hugo Abraham und Erna, geborene Rosenberg. Sie hatte einen Bruder, Martin (geboren 1919). Ihr Vater Hugo Abraham starb vor 1942. Am 14. April 1942 wurde sie zusammen mit ihrer Mutter und ihrem Bruder von Berlin ins Warschauer Ghetto deportiert. Beate Abraham wurde ermordet. |
| | HIER WOHNTE ERNA ABRAHAM GEB. ROSENBERG JG. 1889 DEPORTIERT 1942 AUSCHWITZ ERMORDET                       | Bernauer Straße / Brücke zum Schloßplatz bzw. zur Breite Straße | Erna Abraham |
| | HIER WOHNTE HEDWIG ABRAHAM GEB. WANGENHEIM JG. 1873 FLUCHT 1938 SHANGHAI ÜBERLEBT                         | Bernauer Straße 2                                               | Hedwig Abraham |
| | HIER WOHNTE ISIDOR ABRAHAM JG. 1878 FLUCHT 1939 SHANGHAI ÜBERLEBT                                         | Bernauer Straße 2                                               | Isidor Abraham |
| | HIER WOHNTE KURT ABRAHAM JG. 1907 FLUCHT 1939 SHANGHAI ÜBERLEBT                                           | Bernauer Straße 2                                               | Kurt Abraham |
| | HIER WOHNTE MARTIN ABRAHAM JG. 1919 DEPORTIERT 1942 GHETTO WARSCHAU ERMORDET                              | Bernauer Straße / Brücke zum Schloßplatz bzw. zur Breite Straße | Martin Abraham |
| | HIER WOHNTE DORA BAERWALD GEB. SAMUEL JG. 1895 FLUCHT 1940 SHANGHAI USA                                   | Ecke Bernauer Straße/Freiburger Straße                          | Dora Baerwald geb. Samuel |
| | HIER WOHNTE DR. MAX BAERWALD JG. 1881 FLUCHT 1940 SHANGHAI USA                                            | Ecke Bernauer Straße/Freiburger Straße                          | Dr. Max Baerwald |
| | HIER WOHNTE LEONORE BAERWALD JG. 1922 FLUCHT 1940 SHANGHAI USA                                            | Ecke Bernauer Straße/Freiburger Straße                          | Leonore Baerwald |
| | HIER WOHNTE GERDA BUKOFZER GEB. MANNHEIM JG. 1913 FLUCHT 1941 ARGENTINIEN ÜBERLEBT                        | Havelstraße 6                                                   | Gerda Bukofzer |
| Bild gesucht Der Benutzer GeorgDerReisende ( Diskussion ) wünscht sich an dieser Stelle ein Bild vom Ort mit diesen Koordinaten 52.753574 13.244069 . Motiv: Lehnitzstraße 29: der Stolperstein für Abraham Diller, die Lage und das Haus (rechts hinten in den Pflastersteinen unter dem Kies vor der Einfahrt) Falls du dabei helfen möchtest, erklärt die Anleitung , wie das geht. BW | | Lehnitzstraße 29b                                               | Abraham Diller |
| | HIER WOHNTE HERMANN DILLER JG. 1936 DEPORTIERT 1942 ERMORDET IN AUSCHWITZ                                 | Freienwalder Straße 10                                          | Hermann Diller |
| | HIER WOHNTE JOACHIM CHAIM DILLER ?                                                                        | Freienwalder Straße 10                                          | Joachim Chaim Diller |
| | HIER WOHNTE LEJA DILLER GEB. BOHRER JG. 1904 TOT                                                          | Berliner Straße Ecke Havelstraße                                | Leja Diller |
| | HIER WOHNTE ROSA DILLER GEB. REIFER JG. 1902 DEPORTIERT 1942 ERMORDET IN AUSCHWITZ                        | Freienwalder Straße 10                                          | Rosa Diller |
| | HIER WOHNTE SAMUEL DILLER JG. 1896 VERHAFTET KZ BUCHENWALD DEPORTIERT 1942 AUSCHWITZ TOT 7.1.1943         | Berliner Straße Ecke Havelstraße                                | Samuel Diller |
| | HIER WOHNTE ILSE FRIEDMANN GEB. ABRAHAM JG. 1909 FLUCHT 1938 HOLLAND USA ÜBERLEBT                         | Bernauer Straße 2                                               | Ilse Friedmann |
| | HIER WOHNTE KURT HOFFMANN JG. 1921 FLUCHT ENGLAND ÜBERLEBT                                                | Bernauer Straße / Brücke zum Schloßplatz bzw. zur Breite Straße | Kurt Hoffmann |
| | HIER WOHNTE ERNST HOMUTH JG. 1907 VERHAFTET 1942 SACHSENHAUSEN ERSCHOSSEN 17.7.1942                       | Julius-Leber-Straße 25                                          | Ernst Homuth |
| | HIER WOHNTE JULIUS IGLICK JG. 1878 DEPORTIERT 1944 THERESIENSTADT TOT 28.6.1944                           | Lehnitz, Havelkorso 92                                          | Julius Iglick |
| | HIER WOHNTE MAX KROKER JG. 1908 VERHAFTET EINGEWIESEN 'HEILANSTALT' MESERITZ-OBRAWALDE ERMORDET 15.7.1944 | Lehnitzstraße 13                                                | Max Kroker |
| | HIER WOHNTE PETER KROKER JG. 1936 ÜBERLEBT                                                                | Lehnitzstraße 13                                                | Peter Kroker |
| | HIER WOHNTE DORIS LANGER GEB. KROKER JG. 1929 ÜBERLEBT                                                    | Lehnitzstraße 13                                                | Doris Langer |
| | HIER WOHNTE HELGA LAUTER FLUCHT BOLIVIEN ÜBERLEBT                                                         | Havelstraße 10                                                  | Helga Lauter |
| | HIER WOHNTE HERBERT LAUTER JG. 1907 FLUCHT 1939 SHANGHAI ÜBERLEBT                                         | Havelstraße 10                                                  | Herbert Lauter |
| | HIER WOHNTE MARTHA LAUTER GEB. GRÜNBERG JG. 1912 FLUCHT 1939 SHANGHAI ÜBERLEBT                            | Havelstraße 10                                                  | Martha Lauter |
| | HIER WOHNTE SAMUEL LAUTER JG. 1868 DEPORTIERT 1942 THERESIENSTADT TOT 9.11.1942                           | Havelstraße 10                                                  | Samuel Lauter |
| | HIER WOHNTE SUSANNA LAUTER JG. 1938 FLUCHT 1939 SHANGHAI ÜBERLEBT                                         | Havelstraße 10                                                  | Susanna Lauter |
| | HIER WOHNTE HELMUTH LEWINSOHN JG. 1902 FLUCHT BOLIVIEN                                                    | Bernauer Straße / Brücke zum Schloßplatz bzw. zur Breite Straße | Helmuth Lewinsohn |
| | HIER WOHNTE KLARA LEWINSOHN ?                                                                             | Bernauer Straße / Brücke zum Schloßplatz bzw. zur Breite Straße | Klara Lewinsohn |
| | HIER WOHNTE MARTIN LEWINSOHN JG. 1875 DEPORTIERT 1942 THERESIENSTADT TOT 30.4.1943                        | Bernauer Straße / Brücke zum Schloßplatz bzw. zur Breite Straße | Martin Lewinsohn |
| | HIER WOHNTE SIEGBERT LEWINSOHN JG. 1904 VERHAFTET 1940 BUCHENWALD DACHAU TOT 30.4.1943 BUCHENWALD         | Bernauer Straße / Brücke zum Schloßplatz bzw. zur Breite Straße | Siegbert Lewinsohn |
| | HIER WOHNTE DR. JAMES LOEWY JG. 1878 DEPORTIERT 1942 THERESIENSTADT TOT 19.1.1943                         | Goethestraße 30 (vormals Goethestraße 20)                       | Dr. James Loewy |
| | HIER WOHNTE HERBERT LUDWIG JG. 1903 DEPORTIERT 1943 AUSCHWITZ ERMORDET 22.12.1943                         | Kanalstraße 27                                                  | Herbert Ludwig |
| | HIER WOHNTE RICHARD LUDWIG JG. 1874 DEPORTIERT 1942 THERESIENSTADT TOT 5.4.1943                           | Fischerstraße 17                                                | Richard Ludwig |
| | HIER WOHNTE GÜNTHER MANNHEIM ?                                                                            | Havelstraße 6                                                   | Günther Mannheim |
| | HIER WOHNTE THERESE MANNHEIM JG. 1884 DEPORTIERT GHETTO WARSCHAU TOT 14.4.1942                            | Havelstraße 6                                                   | Therese Mannheim |
| | HIER WOHNTE BELLA MATHIAS GEB. LAUTER JG. 1904 DEPORTIERT 1942 TRAWNIKI TOT MAI 1942                      | Havelstraße 10                                                  | Bella Mathias |
| | HIER WOHNTE ERICH MATHIAS JG. 1894 DEPORTIERT 1942 TRAWNIKI TOT AUF TRANSPORT 14.4.1942                   | Havelstraße 10                                                  | Erich Mathias |
| | HIER WOHNTE GERHARD MATHIAS JG. 1930 DEPORTIERT 1942 TRAWNIKI TOT AUF TRANSPORT 14.4.1942                 | Havelstraße 10                                                  | Gerhard Mathias |
| | HIER WOHNTE HORST MATHIAS JG. 1937 DEPORTIERT 1942 TRAWNIKI TOT AUF TRANSPORT 14.4.1942                   | Havelstraße 10                                                  | Horst Mathias |
| | HIER WOHNTE ILSE MATHIAS JG. 1925 DEPORTIERT 1942 TRAWNIKI TOT AUF TRANSPORT 14.4.1942                    | Havelstraße 10                                                  | Ilse Mathias |
| | HIER WOHNTE MARGARETE MAUSOLF JG. 1876 DEPORTIERT 1944 THERESIENSTADT TOT 11.5.1944                       | Bernauer Straße / Brücke zum Schloßplatz bzw. zur Breite Straße | Margarete Mausolf |
| | HIER WOHNTE LUZIE POPOWSKI GEB. MEYER VERW. KROKER JG. 1908 ÜBERLEBT                                      | Lehnitzstraße 13                                                | Luzie Popowski |
| | HIER WOHNTE HANS SACHS JG. 1883 DEPORTIERT AUSCHWITZ ERMORDET 29.1.1943                                   | Liebigstraße 26a                                                | Hans Sachs |
| | HIER WOHNTE HEDWIG SACHS GEB. BERJU JG. 1889 DEPORTIERT THERESIENSTADT TOT 29.1.1943                      | Liebigstraße 26a                                                | Hedwig Sachs |
| | HIER WOHNTE WALTER SCHNEIDER JG. 1902 DEPORTIERT SACHSENHAUSEN TOT 10.7.1942                              | Kanalstraße 27                                                  | Walter Schneider |
| | HIER WOHNTE IRMGARD SEELIG GEB. LAUTER JG. 1899 DEPORTIERT 1943 AUSCHWITZ ERMORDET 15.3.1943              | Havelstraße 10                                                  | Irmgard Seelig |
| | HIER WOHNTE IRENE SIEBURTH JG. 1937 DEPORTIERT 1942 GHETTO WARSCHAU ERMORDET                              | Bernauer Straße / Brücke zum Schloßplatz bzw. zur Breite Straße | Irene Sieburth |
| | HIER WOHNTE ANNE TANNENBAUM GEB. HOLDER JG. 1898 FLUCHT 1939 USA                                          | Bernauer Str. 61                                                | Anne Tannenbaum |
| | HIER WOHNTE ELLEN TANNENBAUM JG. 1931 FLUCHT 1939 USA                                                     | Bernauer Str. 61                                                | Ellen Tannenbaum |
| | HIER WOHNTE JACOB TANNENBAUM JG. 1894 'SCHUTZHAFT' 1938 SACHSENHAUSEN FLUCHT 1938 ECUADOR                 | Bernauer Str. 61                                                | Jacob Tannenbaum |
| | HIER WOHNTE HARRY WALTER JG. 1898 DEPORTIERT SACHSENHAUSEN TOT 20.9.1942                                  | Koblenzer Straße 9                                              | Harry Walter |
| | HIER WOHNTE ERICH WOLFF JG. 1878 DEPORTIERT 1942 TOT IM GHETTO WARSCHAU                                   | Nordweg 64                                                      | Erich Wolff |
| | HIER WOHNTE HELENE MARGARETE WOLFF JG. 1920 DEPORTIERT 1942 TOT IM GHETTO WARSCHAU                        | Nordweg 64                                                      | Helene Margarete Wolff |
| | HIER WOHNTE HELMUT WOLFF JG. 1914 FLUCHT BRASILIEN ÜBERLEBT                                               | Nordweg 64                                                      | Helmut Wolff |
| | HIER WOHNTE LINA ADELE WOLFF GEB. BLUMENAU JG. 1920 DEPORTIERT 1942 TOT IM GHETTO WARSCHAU                | Nordweg 64                                                      | Lina Adele Wolff |
| | HIER WOHNTE PAUL WOLFF JG. 1917 FLUCHT 1939 ARGENTINIEN ÜBERLEBT                                          | Nordweg 64                                                      | Paul Wolff |

## Verlegedaten
Die Stolpersteine wurden an folgenden Tagen von Gunter Demnig persönlich verlegt:
- 2. Dezember 2005
- 10. Mai 2006
- 23. August 2006
- 19. März 2007: Nordweg 64[4]
- 23. August 2007
- 8. Juli 2008
- 5. März 2009: Bernauer Str. 3, Liebigstr. 26 a, Freienwalder Str. 10 (Joachim Chaim Diller)[5]
- 11. September 2009: Havelstraße 6[6]
- 30. Juni 2010
- 10. Juni 2013
- 7. September 2017
- 20. Februar 2020